# Miss Davis
Miss Davis, född 1726 i Dublin, död efter 1755, var en irländsk kompositör. Hon var sångerska och skrev och framförde sina egna kompositioner, men ingen av dess har bevarats. Under sin samtid var hon känd och undervisade länge sedan hon avslutat sin aktiva karriär. 